# アメリカ海兵隊下士官刀
アメリカ海兵隊下士官刀（アメリカかいへいたいかしかんとう、Marine Corps noncommissioned officer's sword）は、アメリカ海兵隊の下士官(noncommissioned officer, NCO)向け軍刀として制定された剣(sword)である。陸軍のM1850軍刀を元に設計され、1859年に採用された。単にM1859下士官刀とも呼ばれる。

## 概要
M1859下士官刀はアメリカ陸軍が採用していたM1850軍刀を原型にいくつかの改良を加えたものである。
M1859下士官刀は真鍮鋳造の柄を備え、握りは黒革巻でその上に縁った真鍮線が巻きつけられていた。刃はやや湾曲しており樋（フラー）が彫られ、片刃ではあるが先端だけは両刃となっている。黒革の鞘は真鍮製の鯉口と鐺、そして剣吊り用金具を備えていた。

## 歴史・配備
アメリカ独立戦争以降、アメリカ海兵隊の将校および下士官は帯刀が義務付けられた。当時、海兵隊下士官は陸軍のそれと同一の軍刀を帯びていたとされるが、陸軍用軍刀の帯刀が制式に定められていたわけではなかった。1820年代半ば頃、海兵隊下士官向けの新形軍刀が製造された。これは陸軍用軍刀より刃渡りが短い彎刀で、真鍮鋳造の柄には鷲頭の飾りが着いていた。これとほぼ同時期の1826年、海兵隊士官向けにマムルーク刀風の新形軍刀が採用された。現在でも海兵隊士官はこれに類似した軍刀を使用している。

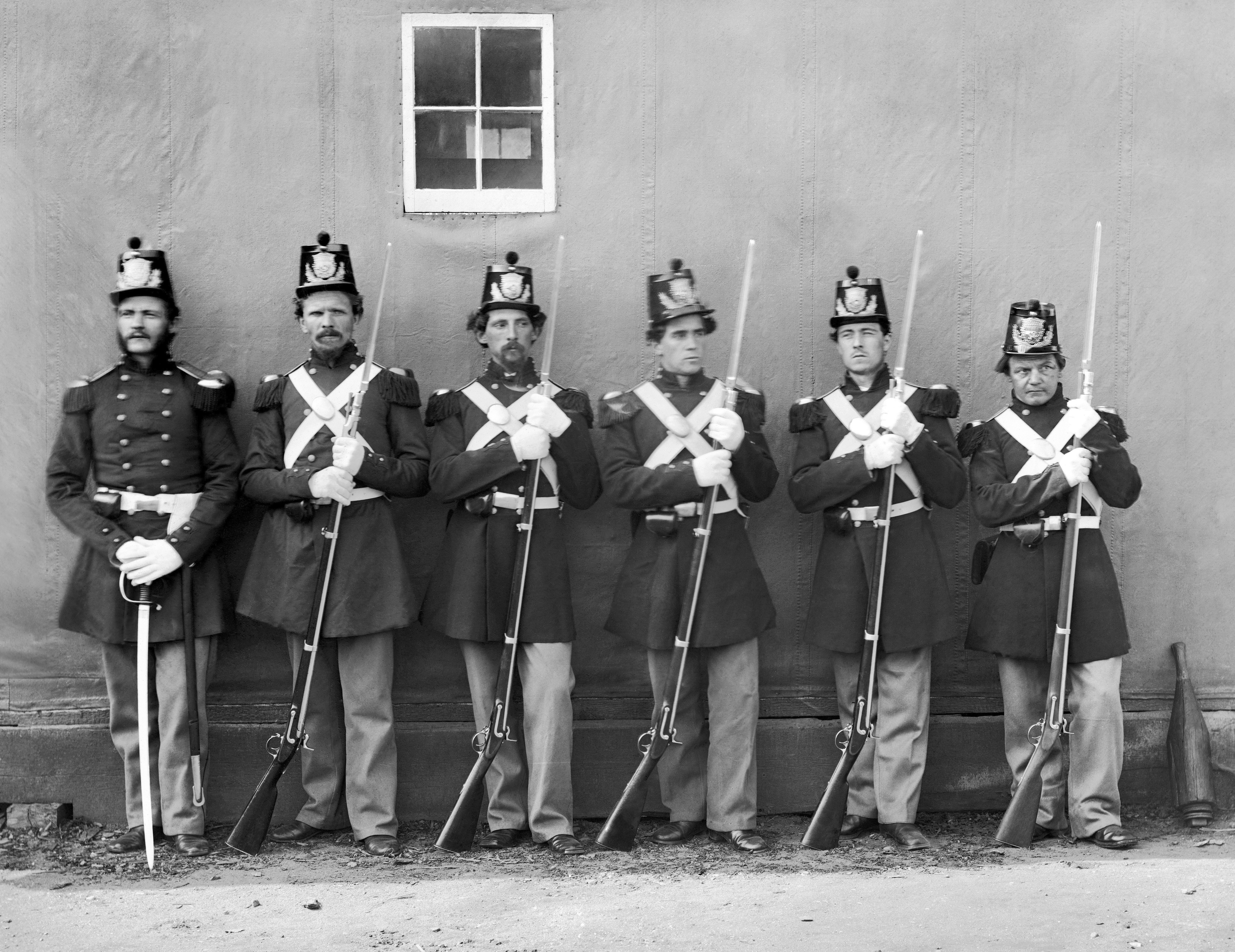
着剣したマスケット銃を持つ5名の海兵隊員と、M1859下士官刀を持つ下士官（左端）。1864年4月、ワシントン海軍工廠にて

1850年に陸軍が士官用軍刀としてM1850軍刀を採用して以来、海兵隊もこれを制式の士官用軍刀として配備してきた。しかし1859年、M1850軍刀を元に新形の海兵隊士官用軍刀が開発されたのである。同年、海兵隊下士官にもこれと類似した新形軍刀M1859下士官刀の装備が認められる。この時に採用された士官用軍刀と下士官用軍刀には細部に違いがあった。特に顕著な差異としては次のようなものがある。
- 士官用鞘の真鍮部品には金メッキが施されていたが、下士官用鞘には通常の真鍮部品が使われた。
- 士官用軍刀の握りの革巻きには鮫皮が使われていたが、下士官用軍刀には通常の黒革が使われた。
- 士官用鞘は3点（鯉口、鐺、中間）の真鍮部があったが、下士官用鞘は2点（鯉口、鐺）のみだった。

M1859下士官刀は海兵隊下士官の標準的な軍刀となり、南北戦争でも両軍によって使われた。以降、現在に至るまで細部の改良を加えつつM1859下士官刀は使用され続けている。1852年に海軍が採用したM1852海軍士官刀の方が先に採用されているものの、こちらは1900年代に再採用されるまでの廃止期間がある。そのため、M1859下士官刀はアメリカ全軍の装備のうち、間断なく運用されているものとしては、最も古く採用され、また最も長く運用されている装備である。

## 種類

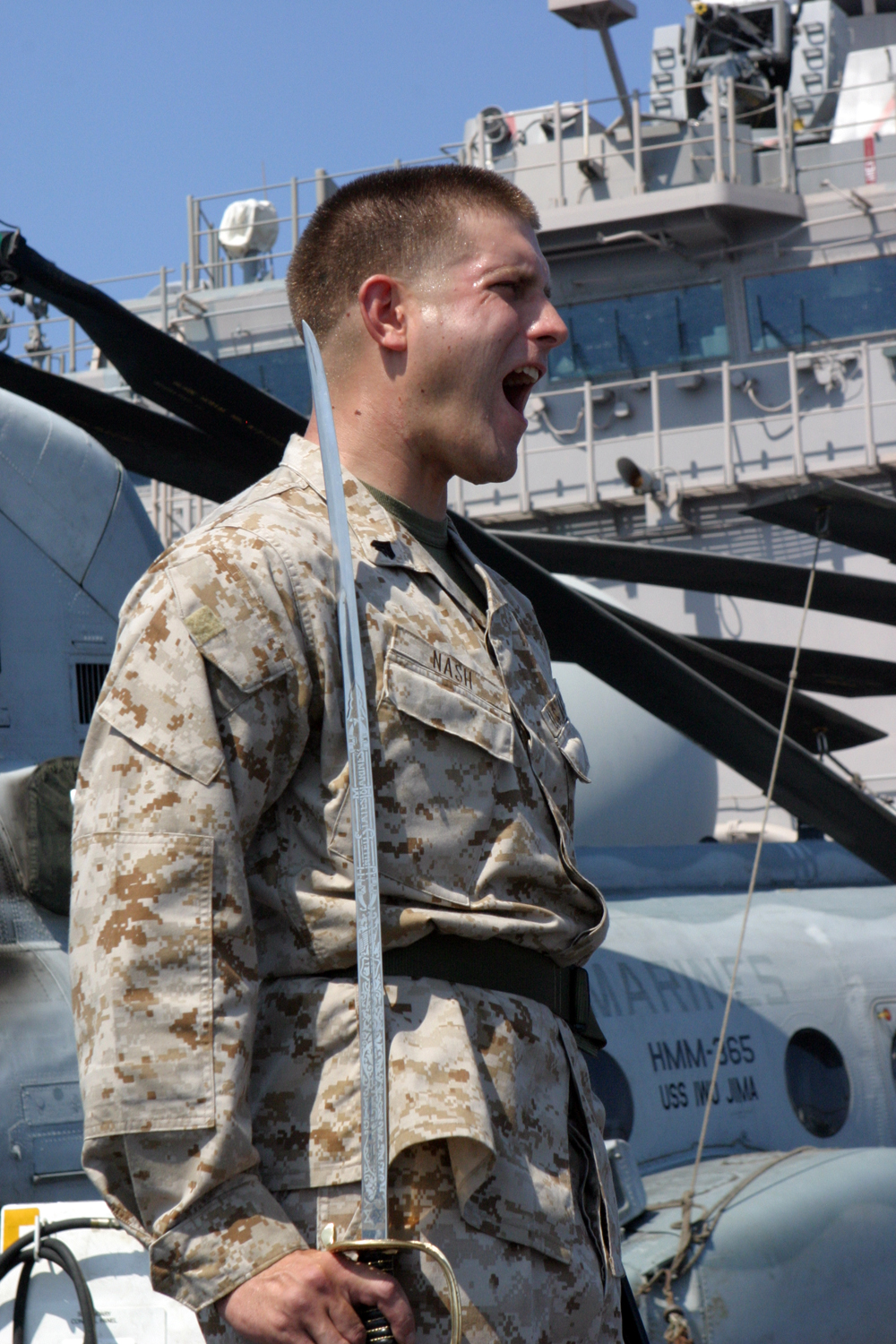
MCCUU戦闘服を着用し、M1859下士官刀を持って儀仗訓練を行う海兵隊下士官。2006年

開発当初のM1859下士官刀は陸軍のM1850軍刀と同様に重く幅広の刀身を備えていたが、これはM1850軍刀のようなエッチングではなく研磨処理が施されていた。エッチング処理は1875年に認可され、以降はM1859下士官刀の標準的な仕様となった。同年以降、海兵隊先任下士官は新形の剣吊りが付いたベルトを着用するようになったが、これは第二次世界大戦中に廃止された。また海兵隊士官に対して1859年以来禁止されていたマムルーク型の旧士官用軍刀の帯刀が再び許可されたのも1875年であった。1918年には刀身がより細身のものに変更されたが、以降は現在に至るまでほとんど改良も変更も加えられずに使用され続けている。
儀礼用途のほか、下士官および部隊指揮官たる上級下士官(Staff NCO)は許可を受けた場合に限って冠婚葬祭の折に帯刀することが認められている。